# Foyer de vie

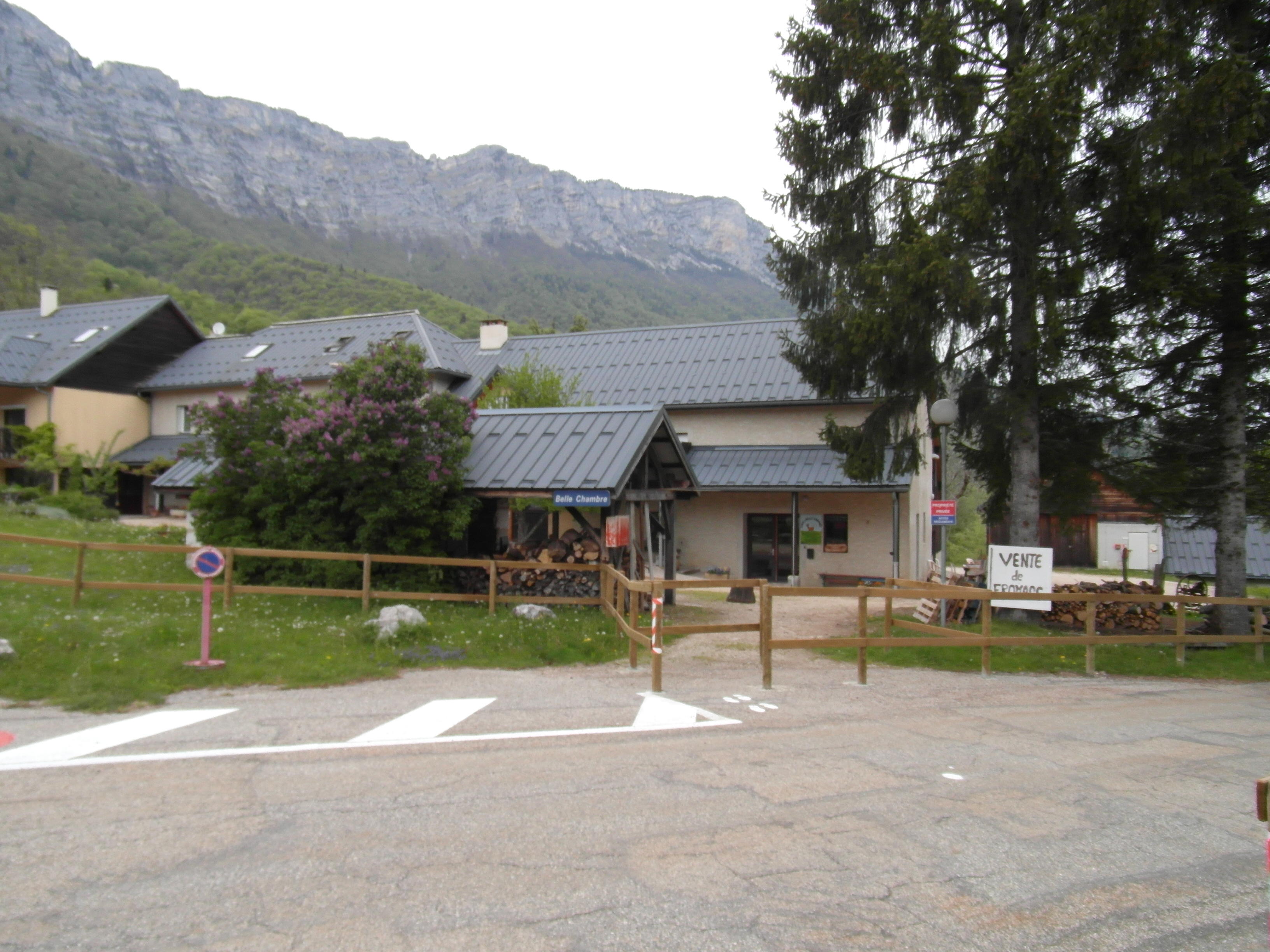
La ferme de Bellechambre, est un foyer de vie pour adultes présentant des troubles du spectre autistique, installé en Isère

Le foyer de vie ou établissement d'accueil non médicalisé pour personnes handicapées (EANM) (anciennement foyer occupationnel, en France) est un établissement qui accueille des adultes en situation de handicap qui ont une certaine autonomie dans le but de leur proposer des animations ou activités adaptées à eux.
En France, les foyers de vie sont  des internats et sont associés avec des services d'activité de jour ou des établissements et services d'aide par le travail (ESAT) qui n'accueillent les personnes que pour des activités de jour.

## Activités
Ces foyers ont pour but d'entretenir et de développer l'autonomie des résidents. Pour cela, le personnel les fait participer à des activités quotidiennes adaptées à leur handicap. Les activités peuvent être manuelles (peinture, sculpture), physiques (gymnastique, danse, expression corporelle) ou de l'ergothérapie. Ces activités sont ludiques et éducatives et aide à entretenir le lien social des résidents. Elles permettent aussi de prévenir les reculs de leur situation d'autonomie et de handicap.

## Organsiation et conditions d'admission

### En Belgique
La Belgique compte de nombreux établissements spécialisés chargés de l'accueil et de l'hébergement de personnes handicapées, notamment des foyers de vie, un certain nombre d'entre eux prennent en charge des personnes dont les familles vivent en France en raison d'un manque de place dans ce pays.

### En France
Les personnes se rendant en foyer de vie doivent avoir un taux d'incapacité d'au moins 50% mais aussi avoir une autonomie suffisante pour se livrer seul à ses occupations quotidiennes (se nourrir, s'habiller...) ainsi que pour participer aux activités. D'autres structures sont mises en place pour les personnes plus dépendantes comme les maisons d’accueil spécialisées (MAS) ou les foyer d’accueil médicalisé (FAM).
L'admission est possible en France pour les personnes possédant la nationalité française, les ressortissants de l'Espace économique européen (EEE) ou les celles ayant un titre de séjour valide. Elle s'effectue grâce à une demande auprès la commission des droits et de l'autonomie des personnes handicapées (CDAPH) qui établie le taux d'incapacité. Il faut aussi faire une demande à la maison départementale des personnes handicapées (MDPH) du département.

### Dans la principauté de Monaco
Le foyer de Vie Princesse Stéphanie situé à Cap-d’Ail permet l’accueil de personnes adultes handicapées liées à des familles vivant à Monaco (nationaux et résidents). En outre, le Gouvernement Princier a décidé de mettre en œuvre simultanément trois grands projets pour répondre à l’ensemble des besoins dont une
structure en ville avec plusieurs appartements de type studio, un foyer de vie installée sur la commune de La Turbie et un foyer d’accueil médicalisé pour les personnes handicapées avançant en âge, installé sur la commune de Cap-d’Ail.

### En Suisse
Dans le canton de Vaud, les Institutions pour personnes handicapées se partagent entre établissements socio-éducatifs et établissements psychosociaux médicalisés (EPSM).